# Ophionella
Ophionella là chi thực vật có hoa trong họ Apocynaceae.
Chi này phân bố trong tỉnh Cape của Nam Phi.

## Các loài
- Ophionella arcuata (N.E.Br.) Bruyns, 1981
  - Ophionella arcuata subsp. arcuata
  - Ophionella arcuata subsp. mirkinii (Pillans) Bruyns, 1999
- Ophionella willowmorensis Bruyns, 1999